# Provincia de Herrera
Herrera es una provincia panameña situada en el norte de la península de Azuero y su cabecera es la ciudad de Chitré. Limita al norte con las provincias de Veraguas y Coclé, al sur con la provincia de Los Santos, al este con el golfo de Parita y la provincia de Los Santos y al oeste con la provincia de Veraguas concretamente con el distrito de Mariato. Tiene una extensión de 2340,7 km² y en 2008 contaba con una población de 111 647 habitantes, población que se estimó en 107 911 habitantes en 2010.
Lugar de paso entre importantes subregiones de la península de Azuero, por la provincia herrerana discurren dos grandes rutas: de sur a norte, la carretera Nacional; y de este a oeste, la carretera Panamericana.

## Toponimia
Es en honor al general Tomás Herrera. Herrera fue un militar y político neogranadino, presidente de la República de Colombia y jefe de Estado del Estado Libre del Istmo durante 1840 y 1841. La etimología de Herrera, proviene del apellido patronímico castellano Herrera; que a su vez, deriva de la palabra latina ferrum que significa hierro.

## Medio natural

### Localización
Herrera tiene una extensión de 2340,7 km², que equivale al 3% del territorio panameño, por lo que es la provincia más pequeña del país. Se localiza en la parte norte de la península de Azuero. Hacia el norte limita con la provincia de Veraguas y con la provincia de Coclé, donde el río Santa María la separa de esta última. En dirección oeste, el Macizo de Azuero hace de frontera natural con el sur de la provincia de Veraguas. Al sur, el río La Villa ejerce de frontera con la vecina provincia de Los Santos, si bien a ambos lados del río existe un mismo paisaje, de hecho la cuenca hidrográfica de este río se divide entre ambas provincias. Por último, al este el océano Pacífico pone fin a la provincia con una extensa zona de costas, ocupando una franja litoral entre las desembocaduras de los ríos Santa María y La Villa, en la bahía de Parita, que le confieren un importante carácter marino. 
| Noroeste: Veraguas | Norte: Veraguas y Coclé | Noreste: Golfo de Parita |
| Oeste: Veraguas    |                         | Este: Océano Pacífico    |
| Suroeste Mariato   | Sur: Los Santos         | Sureste: Los Santos      |

### Clima
Con parte de la serranía de Azuero en la zona occidental de la provincia, la provincia se sitúa a sotavento de los vientos alisios, por lo que el clima en la provincia es tropical seco o de sabana, que en la clasificación climática de Köppen se identifica como Awi. Así, en la zona oriental, que forma parte de las llanuras litorales del golfo de Panamá, se encuentra bosque seco premontano, bosque húmedo premontano y bosque seco tropical. En las tierras elevadas del oeste hay microclimas con otro entorno ambiental, como en el caso de la reserva forestal del Montuoso en los límites con Quebro. 
La temporada seca se da entre finales de noviembre e inicios de mayo y la temporada lluviosa se extiende el resto del año. Al estar localizada en la zona tropical, la diferenciación entre estaciones puede ser incierta, con temperaturas que varían entre los 23 °C y los 32 °C.
| Parámetros climáticos promedio de Herrera                             | Parámetros climáticos promedio de Herrera | Parámetros climáticos promedio de Herrera | Parámetros climáticos promedio de Herrera | Parámetros climáticos promedio de Herrera | Parámetros climáticos promedio de Herrera | Parámetros climáticos promedio de Herrera | Parámetros climáticos promedio de Herrera | Parámetros climáticos promedio de Herrera | Parámetros climáticos promedio de Herrera | Parámetros climáticos promedio de Herrera | Parámetros climáticos promedio de Herrera | Parámetros climáticos promedio de Herrera | Parámetros climáticos promedio de Herrera |
| Mes                                                                   | Ene.                                      | Feb.                                      | Mar.                                      | Abr.                                      | May.                                      | Jun.                                      | Jul.                                      | Ago.                                      | Sep.                                      | Oct.                                      | Nov.                                      | Dic.                                      | Anual                                     |
| --------------------------------------------------------------------- | ----------------------------------------- | ----------------------------------------- | ----------------------------------------- | ----------------------------------------- | ----------------------------------------- | ----------------------------------------- | ----------------------------------------- | ----------------------------------------- | ----------------------------------------- | ----------------------------------------- | ----------------------------------------- | ----------------------------------------- | ----------------------------------------- |
| Temp. máx. media (°C)                                                 | 33.8                                      | 38.5                                      | 39.0                                      | 39.0                                      | 39.0                                      | 39.2                                      | 36.4                                      | 36.8                                      | 37.4                                      | 36.0                                      | 35.0                                      | 36.4                                      | 37.2                                      |
| Temp. mín. media (°C)                                                 | 15.6                                      | 14.8                                      | 16.2                                      | 16.0                                      | 18.0                                      | 16.8                                      | 17.4                                      | 18.8                                      | 18.9                                      | 16.8                                      | 18.0                                      | 16.4                                      | 18.5                                      |
| Precipitación total (mm)                                              | 8.4                                       | 0.5                                       | 3.4                                       | 21.7                                      | 130.6                                     | 143.1                                     | 108.9                                     | 133.1                                     | 189.6                                     | 209.8                                     | 152.4                                     | 49.1                                      | 1150.6                                    |
| Fuente: Empresa de Transmisión Eléctrica, SA 16 de noviembre de 2010. |                                           |                                           |                                           |                                           |                                           |                                           |                                           |                                           |                                           |                                           |                                           |                                           |                                           |

### Relieve
Panamá es el sector de istmo más reciente. Sus montañas son la unión definitiva entre las Sierras Madres del norte y los Andes del sur. Está en un borde de placa, por lo que son frecuentes los terremotos, además de los fenómenos volcánicos, algunos de ellos activos. Fue durante el Terciario cuando se cerró la comunicación entre el Atlántico y el Pacífico, debido a la emersión de volcanes, la construcción de calizas marinas gracias a los arrecifes coralinos y el aporte sedimentario de los derrubios de los ríos. La mayor parte del territorio son tierras bajas, y están surcadas por una espina central de sierras y volcanes. Son las montañas de menor altitud del istmo.
El relieve panameño gira en torno al Paso de la Culebra, donde se encuentra el Canal de Panamá. Desde la frontera con Costa Rica al oeste el relieve desciende y se estrecha hasta la zona del Canal, para ascender y ensancharse de nuevo hasta la frontera de Colombia en el este. 

### Hidrografía
Herrera cuenta con el río más importante de la Península de Azuero, el río La Villa, que nace en el distrito de Las Minas, el cual sirve de límite entre las provincias de Herrera y los Santos en gran parte de su cauce. Herrera también cuenta con ríos como: El Río Santa María y el Río Parita

### Flora y fauna
Encontramos una variedad de animales silvestres tales como: armadillo, caimanes, ardillas, iguana verde, entre otros; además, una gama de ganado vacuno, caballar, aves de corral y una fauna marina para sustento de pescadores artesanales.

## Historia

### Época precolombina
En la época precolombina, la península de Azuero fue habitada por gran cantidad de indígenas, rama de los Guaymíes que poblaron esta región en donde fueron núcleos de población en diferentes lugares establecidos como cacicazgos, algunos de importancia como el de Parita o París, Usgaña, Quema y otros de menor importancia. Su labor consistía en la pesca, caza y agricultura sobre todo cultivo del maíz.

### Período de conquista española

Bandera del Virreinato de Nueva Granada de 1785-1873 y de 1875-1931.

La conquista de la Azuero se inicia en 1515, según órdenes dadas por el gobernador de Castilla de Oro, don Pedrarias Dávila. En primera instancia, le tocó cumplirlas al capitán Gonzalo de Badajoz; sería en esta región donde este conquistador encontraría, en pleno florecimiento cultural, a los cacicazgos indígenas. El viaje de Badajoz a través de los territorios de los caciques de la vertiente pacífica fue cruel y despiadado. 
Badajoz es derrotado por el cacique Paris, perdiendo el tesoro que obtuvo de Antataura. El gobernador del reino de Castilla de Oro, envía a Gaspar de Espinosa, quien recupera el tesoro de Antataura, y logra conquistar la región Azuerense. El indio azuerense asentado en las sabanas del Pacífico se repliega colectivamente hacia aquellas regiones ecológicamente no aptas para la vida de los grupos leucodermos, entre ellas las selvas de la región oriental y de la vertiente atlántica del Istmo; la otra, su huida hacia zonas inaccesibles para el colono hispano, como lo fueron las tierras montañosas de la Cordillera Central. 

#### Fundación de Natá de los Caballeros
La fundación de Natá de los Caballeros cómo núcleo de expansión española, es uno de los acontecimientos más importantes en la región. Es desde esta ciudad, que inicia el poblamiento de la península de Azuero, despoblada después de la conquista.

### Período de colonización española
La región que hoy conocemos como Azuero, nace con la creación de tres asentamientos exclusivos para los indígenas: Santa Cruz de Cubita, Santa Helena de Parita y Santiago de Olá al abolirse la esclavitud indígena en la ciudad de Natá de los Caballeros, en época de la jurisdicción española sobre Tierra Firme. Esta primera fue fundada, posiblemente el 3 de mayo de 1558, por el gobernador Juan Ruiz de Monjarraz y fray Pedro de Santa María, a orillas del río llamado Cubita (actualmente conocido como Río La Villa), a unos tres kilómetros del lugar de la actual villa de Los Santos, aunque en la ribera opuesta.
Ante la idea de restaurar la esclavitud indígena en Natá, algunos pobladores abolicionistas abandonan la Ciudad de los Caballeros buscando nuevas oportunidades en las fértiles tierras de lo que hoy llamamos Azuero. Estos colonos, procedentes de varias regiones de la península ibérica y de las islas Canarias, comenzaron de inmediato a introducir en la región una serie de artesanías propias de sus regiones de origen. A ellos se unirían luego soldados españoles desertores, sin vocación bélica, que se habían enrolado en el ejército, para combatir en la guerra araucana en Chile, con el único propósito de cruzar a América buscando un mejor futuro. 
El poblamiento de la península de Azuero, establecimiento de casas y fincas aisladas, por parte de estos aventureros, es relativamente lento: comienza en la vecindad de 1553 y prosigue durante más de una década. Vivían distantes entre sí, y por supuesto lejos de Natá, para mantenerse fuera de su órbita tributaria: libres de impuestos municipales y diezmos gravosos, así podían cubrir mejor sus necesidades en esos tiempos de escasez. Las gestiones de Natá ante la Corona consiguieron la licencia para explorar la todavía virgen provincia de Veraguas (Ducado de Veragua). Como resultado de estas exploraciones, se fundó la ciudad minera de Concepción, la cual los natariegos no pudieron explotar por falta de recursos económicos. Los beneficios directos de la explotación fueron a manos de los pobladores de Panamá y Nombre de Dios, que poseían esclavos negros empleados en estos oficios mineros.

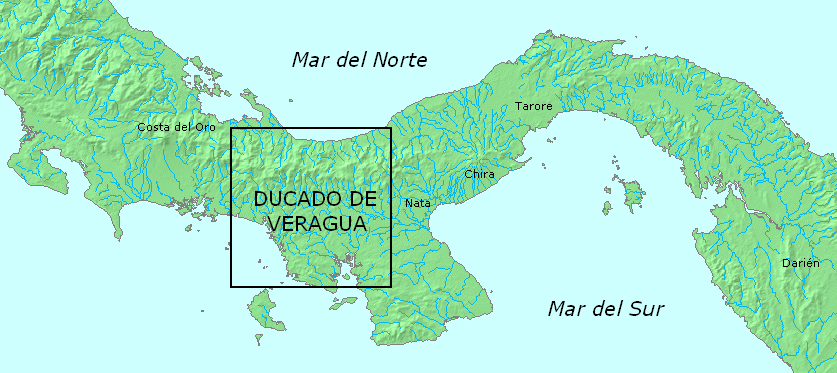
Ducado de Veragua.

La ciudad minera de Concepción se convierte en un mercado potencial para los granos y reses de los productores esparcidos a través de la península de Azuero, este comercio con la ciudad minera mejora la situación económica de los azuerenses. Ante la prosperidad que se vive en la región y las multas pecunarias, que imponía arbitrariamente la alcaldía de Natá a los pobladores, éstos deciden romper sus vínculos con aquella ciudad y fundar una nueva con gobierno propio.

#### Fundación deParita
Parita es el asentamiento hispano indígena más antiguo de la región de Azuero, ya que fue fundado en 1558 a raíz de la supresión de la encomienda indiana de la Alcaldía Mayor de Natá decretada por la Corona Española el 21 de marzo de 1551. Entre quienes la fundaron, figuran el gobernador Juan Ruíz de Monjaraz y el fraile dominico Pedro de Santamaría. A principio llamada Tacita De Oro por sus grandes yacimientos de ese mineral, luego Santa Elena, hasta llegar al nombre de Parita gracias al cacique Paris.
Los pariteños celebran el 18 de agosto como el día de fundación del distrito, aunque no existe documentación que afirme el día exacto de la fundación de Santa Elena, nombre con que se conoció originalmente este pueblo.

### Iglesia de Santo Domingo de Guzmán

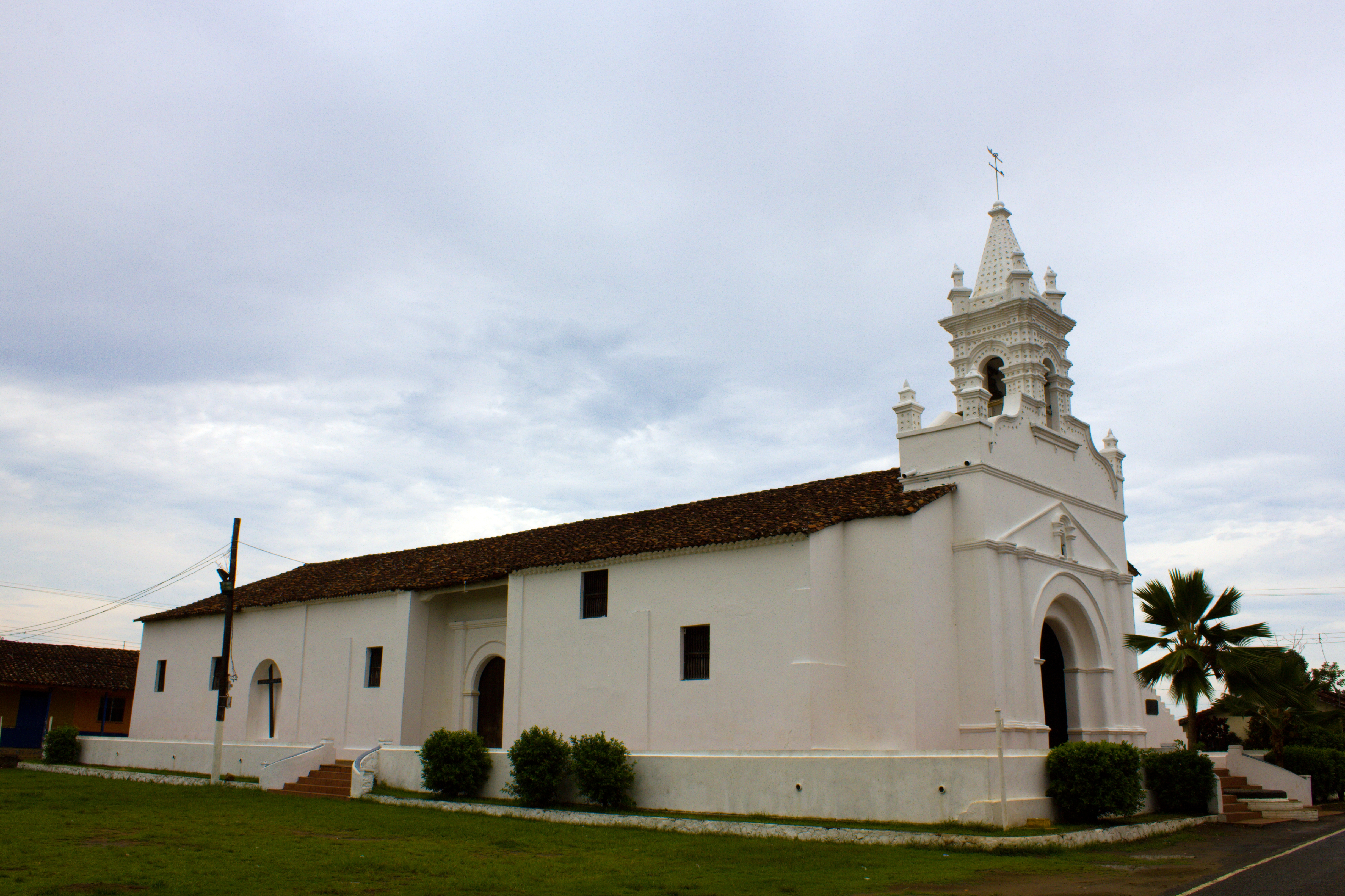
Iglesia de Santo Domingo de Guzmán, Parita

La Iglesia de Santo Domingo de Guzmán de Parita está ubicada en el distrito de Parita en la provincia de Herrera, Panamá. Se distingue por poseer hermosos altares o retablos coloniales donde abundan los motivos estilizados en forma de frutas como granadas y flores, como girasoles y otros detalles que simulan encajes en una excelente y fina talla de madera policroma con pintura de oro. La mayoría de estilo barroco churrigueresco del siglo XVIII, y cuya escultura manifiesta la simbología católica. Fue declarado un monumento histórico nacional en 1926.

#### Fundación deLa Villa de Los Santos
A los colonos que emigraron de las tierras coclesanas a las sabanas azuerenses se les había prohibido terminantemente la fundación de ciudades; a pesar de ello, un grupo de colonos natariegos y habitantes de Parita, Cubita, Mensabé y Guararé decidieron erigir un núcleo poblacional a orillas del río Cubita, al que denominaron Los Santos, porque su fundación se realizó el 1 de noviembre de 1569, día de tal advocación religiosa.
La ciudad de Natá se opone a tal fundación, por ver entorpecidos sus intereses económicos en impuestos que recibía de la región. Por ello el alcalde ordinario de Natá, Rodrigo de Zúñiga, encabeza una avanzada militar contra los santeños. Alrededor del cinco de noviembre se da un encuentro entre los bandos rivales en las márgenes de la Quebrada de Rabelo, probablemente por ser propiedad de uno de los fundadores de Los Santos: Ambrosio Rabelo. Los fundadores son apresados y sus casas destruidas, el líder del grupo fundador y primer alcalde de la ciudad de Los Santos, D. Francisco Gutiérrez, hombre de visión y liderazgo, es condenado inicialmente a la horca, pero luego se baja su pena al destierro.
La oposición natariega a la existencia de Los Santos toma luego la forma de una prolongada disputa legal que se ventila en la Audiencia de Panamá. En este punto, representantes de la Corona inspeccionan el sitio escogido por los fundadores santeños y concluyen, que el sitio es óptimo y la idea fundacional es acertada. La justificación para hacer una ciudad adicional - y en ese sitio - queda entonces claramente establecida. 

Cruz de Borgoña, bandera española de ultramar durante la fundación de la Villa de Los Santos.

Para complacer a ambas partes, es decir a natariegos y santeños, la Corona decidió reconocer la existencia de la población de Los Santos en la Provincia de Tierra Firme, pero no con el alto título de “Ciudad” (como lo tenía Natá), sino con el menguado título de “Villa”. De ahí que este pueblo se llame todavía hoy La Villa de Los Santos, aún habiendo podido enmendar este desaire tras los ilustres episodios de siglos subsiguientes. Sigue siendo “villa” como perpetuo desafío a lo que la arrogancia de los vecinos natariegos representó para nuestro caserío incipiente en aquella época embrionaria. A pesar de llevar el nombre de "Villa", en la cúspide de su importancia demográfica, llegó a ser la segunda en tamaño y relevancia económica en todo el Istmo, superada solamente por la ciudad de Panamá. 
En 1589, la mina de Concepción es clausurada, esto causa un depresión económica de la región, llevando a sus pobladores a emigrar a áreas deshabitadas de la península, buscando nuevas tierra. Estas excursiones de santeños plantan las semillas poblacionales de casi todos los pueblos que cubren la península de Azuero hoy en día. Así, Los Santos es la primera y la más antigua de las ciudades azuerenses: es también el punto radial del cual parten los fundadores de casi todas las otras ciudades del área. 
En 1630, Fray Antonio Vásquez de Espinosa, en el Compendio y Descripción de las Indias Occidentales, dice que Natá era una población pequeña poblada por españoles e indios. Con relación a Parita y la Villa de Los Santos, dice:

"Ocho leguas adelante [de Natá] está la villa de los Santos, población de doscientos vecinos españoles, muy abastecido y regalado, junto a él el pueblo de Parita, que todos los indios hablan la lengua española, habiendo olvidado la natural y materna."
Fray Antonio Vásquez de Espinosa

Finalmente, el 10 de noviembre de 1821, los comuneros más relevantes del partido de Los Santos, reunidos en la casa del Cabildo de la villa, declaran rotas las cadenas que los habían unido, durante casi más de trescientos años, al Imperio Español. A este histórico hecho se le conoce como el “Grito de la Villa”, y constituye el ejemplo prístino de la vocación de libertad del pueblo azuerense.

### Período Grancolombino

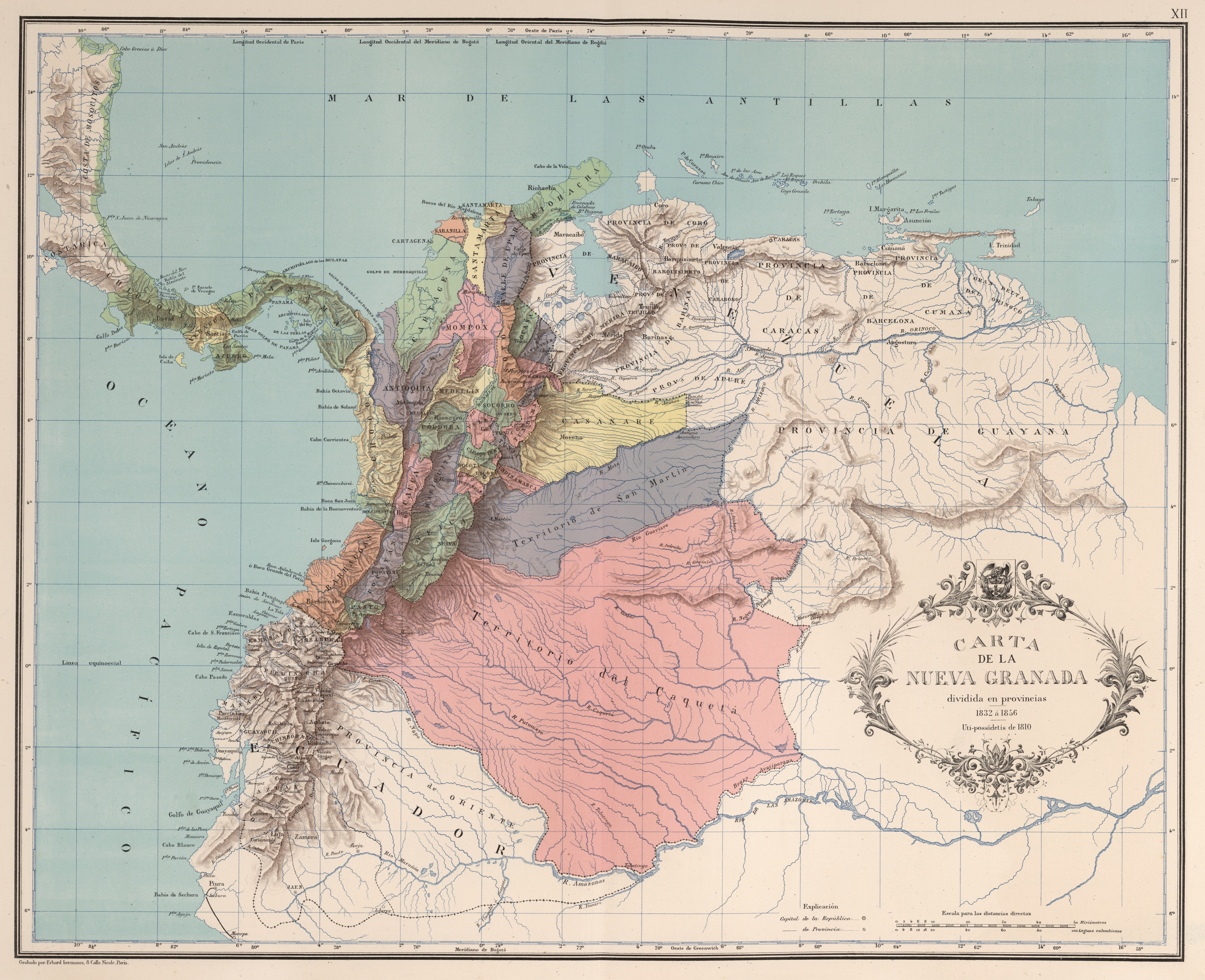
Mapa histórico que muestra a la provincia de Azuero.

La región azuerense perteneció durante la Colonia -en gran parte de su sección oriental -, a la Alcaldía Mayor de Natá; y en su parte occidental a Veraguas. Con algunas modificaciones esos límites políticos todavía perduran. Sin embargo, a partir de 1821, con la independencia de Panamá de España y la posterior unión voluntaria del Istmo de Panamá a la Gran Colombia, se crea en 1822 el Departamento del Istmo, la jurisdicción administrativa se dividió en las provincias de Veraguas y Panamá.

### Fundación deChitré
Chitré fue fundada el 19 de octubre de 1848 por Ventura Solís, Matías Rodríguez, José Ríos, José María Benavidez, Ildefonso Pérez, Blas Tello, Eugenio Barrera, José Burgos y Carlos Rodríguez, con base en disposiciones de la ley orgánica de administración municipal que en ese año ordenó la creación de cuatro nuevos distritos a saber: Aguadulce y La Pintada en el Cantón de Natá, Chitré en el Cantón de Los Santos y Los Pozos en el Cantón de Parita. El gobernador del Departamento de Panamá en aquel entonces era el general Tomás Herrera y el presidente de la República de Nueva Granada era el general José Hilario López.

#### Provincia de Azuero

Bandera oficial de la provincia de Azuero.

Tras la disolución de la Gran Colombia, de los territorios que conformaban los departamentos del norte y sur, surgieron dos nuevos países denominados Estado de Venezuela y Estado del Ecuador. Las provincias que geográficamete ocupaban la parte central de la desintegrada Gran Colombia, que en ese entonces comprendía los antiguos departamentos de Boyacá, Cauca, Cundinamarca, Magdalena e Istmo (Panamá) decidieron formar un nuevo Estado, denominado República de la Nueva Granada.
El 8 de abril de 1850, el Congreso de la República de la Nueva Granada creó la provincia de Azuero, a partir del Cantón de Parita, conformado por los distritos parroquiales de Parita, Macaracas, Minas, Ocú y Pesé; el Cantón de Los Santos, conformado por los distritos parroquiales de Los Santos, Las Tablas, Pocrí y Pedasí; y el distrito parroquial de Santa María, segregado del Cantón de Natá y agregado al Cantón de Parita; con cabecera en Los Santos. Esta provincia tuvo en su momento una bandera propia la cual, hoy en día se utiliza como bandera de la actual provincia de Los Santos. Su gobernador era don Juan Arosemena y a fines de 1853 adopta su propia Constitución para su régimen interno.

### Período de laConfederación Granadina
En mayo de 1856, las ideas federalistas de Justo Arosemena triunfaron y Panamá, pasó a convertirse en Estado Federal de Panamá, uno de los primeros estados que conformarían la Confederación Granadina. El Estado Federal de Panamá, incluía a las provincias de Panamá, Azuero, Veraguas y Chiriquí.

#### Departamento de Los Santos
En 1855, el Congreso de la Nueva Granada, a cargo del ejecutivo, José de Obaldía y mediante el decreto de 9 de marzo de 1855, suprime la provincia de Azuero y su territorio es dividido entre las provincias de Panamá y Veraguas; los distritos parroquiales de Santa María, Parita, Pesé, Macaracas y Las Minas se agregaron a la provincia de Veraguas, el resto de distritos pasaron a la provincia de Panamá.
Las causas de la supresión de la provincia fueron a consecuencia de los enfrentamientos armados, derivados de las luchas económicas, sociales y políticas encabezadas, de un lado, por las familias Goitia y Robles, de filiación liberal y, del otro lado, por las familias De la Guardia, Fábrega y Chiari, de filiación conservadora, para mantener el control regional, episodio conocido como "la guerra de familias".
A los pocos meses, al crearse el Estado Federal de Panamá en 1855, como quiera que las necesidades económicas, sociales y políticas que dieron origen a la extinguida provincia de Azuero todavía subsistían y su restablecimiento constituía una aspiración de sus habitantes, se hizo necesario, para fines administrativos, una nueva división territorial, que se concretó cuando la Convención, reunida en el Istmo, a través de la Ley de 12 de septiembre de 1855, se instauró el Departamento de Los Santos, atendiendo la antiquísima denominación regional, pero del que sólo fueron sufragáneos los distritos parroquiales de Chitré, Las Tablas, Pocrí, Pedasí y Los Santos. En cuanto al departamento de Herrera, se conformó a partir de los distritos del Cantón de Parita: Macaracas, Parita, Pesé, Las Minas y Santa María.
En 1856, el descontento de los azuerenses, por la centralización del estado en un estado unitario y la finalización de los ideales federales del istmo, llevan a una guerra política en la región. Como describe Pablo Arosemena, en Herrera y Los Santos, la situación era tal que se producían: "Desacatos constantes a los Magistrados; abierta resistencia a sus providencias y al pago de los impuestos públicos, asonadas frecuentes en que se lanzan muera al Estado Federal,
 a su Constitución y a su Asamblea Constituyente; asesinatos perpetrados, ora en la persona de un regidor, ora en la de un gendarme, ora en la de un agente fiscal, disposición y 
expulsión de altos funcionarios departamentales [...]"
Sin embargo, la península sobre la que se asientan estas dos provincias y parte de la provincia de Veraguas, ubicada entre el golfo de Montijo y el golfo de Parita, ha quedado bautizada hasta nuestros días con el nombre de 'Azuero', aunque previamente había ostentado los nombres indígenas de Guararé y Mensabé; durante la conquista de Veraguas tuvo por nombre Veraguas y durante la colonia se llamó 'Los Santos'.

#### Departamento de Herrera
Los Departamentos de Los Santos y Herrera fueron fundidos en uno solo: el Departamento de Herrera, con cabecera en Pesé. Esta fusión sucedió apenas se eligió a Santiago de la
Guardia como Gobernador del Estado de Panamá, pues la Asamblea

#### Departamento de Los Santos
Dos años más tarde, merced la Ley de 22 de enero de 1864, aprobada por la Asamblea Legislativa, estando al frente del Estado Soberano de Panamá (Constitución de Rionegro) José Leonardo Calancha, cargo que ahora luce en la categoría de Presidente, se reordenó la circunscripción territorial al instituirse los Departamentos siguientes: Coclé (cabecera: Penonomé), Colón (cabecera: Colón), Chiriquí (cabecera: David), Panamá (cabecera: Panamá), Veraguas (cabecera: San Francisco de la Montaña) y Los Santos (cabecera: Los Santos).
Con esta alteración departamental, simultáneamente con la reaparición del departamento de Los Santos, se borró del mapa el departamento de Herrera y todas sus comarcas quedaron comprendidas en el de Los Santos, al que se le reincorporó el distrito de Santa Marta, anteriormente cedido a Veraguas. El Código Administrativo, redactado por el doctor Justo Arosemena,
sancionado por la Legislatura en #11 y promulgado por el presidente Buenaventura Correoso, en virtud del Decreto N” ll de julio de 1870, estableció la cabecera en Las Tablas. Luego, la Ley 2 de ll de octubre de 1873 desplazó la capital de la provincia de Los Santos, de Las Tablas a la población de Los Santos hasta 1878, que pasaría nuevamente a Las Tablas. La Ley 35 de 1879 volvió a fijar la capital de la provincia en la Villa de Los Santos.

### Provincia de Los Santos
Por el Decreto N.º 190 de 20 de octubre de 1886, su primer Gobernador, el general Alejandro Posada, colombiano, en ejecución de esa Carta Política, reorganizó el Istmo y denominó a sus Departamentos o prefecturas: provincias, a sus gobernantes: prefectos, a sus distritos: distritos municipales y a sus cabildos: consejos municipales. En consecuencia, el Istmo se denominó oficialmente departamento de Panamá (con capital en la ciudad de Panamá), en vez de Estado Soberano de Panamá y se llamó provincia de Los Santos, en sustitución del departamento de Los Santos, con capital en la Villa de Los Santos, aunque la separación de Colombia encontró la capital provincial situada en Pesé, más la Junta de Gobierno Provisional de la República, en uno de sus primeros actos, a través del Decreto N°n de 1 ° de diciembre de 1903, la regresó a Los Santos, en momentos en que la población de la provincia no sobrepasaba los 53 082 habitantes.

### Períodorepublicano
En 1903, Panamá se separa de Colombia, siendo las provincias republicanas originales Bocas del Toro, Coclé, Colón, Chiriquí, Los Santos, Panamá y Veraguas.
La Asamblea Nacional a finales de 1914, en el primer Gobierno del Presidente Belisario Porras, mediante la Ley 55 de 30 de diciembre de 1914, en razón del proyecto presentado y sustentado por el diputado Moisés Espino, escindió en dos la provincia. A una porción de su dominio, que prosiguió con el mismo nombre y siete distritos, se le asignó la ciudad de Las Tablas, en calidad de cabecera. A la otra porción se denominó provincia de Azuero, con cabecera en Chitré. A los días siguientes, gracias a la Ley 17 de 18 de enero de 1915, cuyo proyecto fue iniciativa del Órgano Ejecutivo, presentado a través de Juan B. Sosa, Secretario de Gobierno y Justicia, cambiaría a la provincia de Herrera, con cabecera en la población de Chitré. El primer Gobernador de Los Santos fue Moisés Espino y el de Herrera Ezequiel Urrutia Díaz. Al señor Espino lo sucedieron en el cargo Justo Pastor Espino, Everardo Velarde, el doctor José E. Calvo y Claudio V ásuez Vilarreal.
La provincia de Herrera se conformó de las circunscripciones santeñas de Chitré, Las Minas, Parita, Los Pozos, Ocú, Pesé y Santa María.

### Provincia de Azuero
En la Constitución Política de 1941, el presidente Arnulfo Arias suprimió la provincia de Herrera, quedando su área sujeta a la provincia de Los Santos, con capital en Chitré. Le incorporó Mariato, Quebró y Arenas, regiones que hasta ese entonces estaban bajo el señorío de la provincia de Veraguas. La Ley 103 de 12 de julio dc 1941, modificó el Título 1 del Libro 1, del Código Administrativo y redefinió los distritos de la provincia de Los Santos, así: Chitré, Ocú, Las Tablas, Los Santos, Macaracas y Tonosí. Los distritos que desaparecieron (Pedasí, Pocrí,
Guararé, Parita, Pesé, Los Pozos, Santa María y Las Minas) fueron convertidos en corregimientos. Su Gobernador fue Guillermo Espino Díaz.

### Provincia de Los Santos
En 1945, ya derrocado Arias, el Decreto de Gabinete N.º 13 de 8 de enero de 1945, que restableció la división territorial existente antes de la Ley 103, restituyó la provincia de Herrera a la geografía nacional (así como los distritos suprimidos), retornándose a la situación anterior, es decir, a la existencia de las dos provincias en conformidad con su creación en 1914 y en 1915, y Chitré se reservó otra vez como cabecera de Herrera y Las Tablas, como cabecera de Los Santos. El Gobernador de Herrera fue el ingeniero Rubén Núñez y el de Los Santos el doctor Juan Vásquez G.

## Provincia de Herrera
Chitré, en su devenir histórico, en 1855 pasa a formar parte de la creada provincia de Azuero y cambia su denominación de distrito parroquial a distrito de Chitré, nuevamente en 1860 con la eliminación de la nueva provincia por la asamblea constituyente y creada la provincia de Herrera, Chitré pasa a formar parte de la provincia de Los Santos (1864) y no es hasta 1915, bajo la administración del Dr. Belisario Porras, cuando es creada definitivamente la provincia de Herrera con cabecera en la ciudad de Chitré. Con la ley 103 del 12 de julio de 1941 Chitré pasa a ser cabecera de la provincia de Herrera y Los Santos hasta diciembre de 1944 cuando esta ley es derogada, adoptando su estatus anterior.
Esta solicitud ante el pleno de la asamblea fue realizada por el diputado Dr. Julio Arjona Q., el 18 de enero de 1915, la asamblea nacional decreto la ley 17 de 1915, adicional a la ley 55 de 1914, reformatoria de la misma ley y de las leyes 27 de 1910 y 45 de 1912 y artículo 5 de la ley 89 de 1904. 
Chitré, que fuese cabecera de la ya desaparecida provincia de Azuero y posteriormente de la provincia de Herrera, con una superficie de 91,1 km², con una población de 34 747 habitantes por un por ciento de 381,4 habitantes por km² (censo de 1990). A solicitud del diputado Dr. Julio Arjona Q., al pleno de la asamblea el 18 de enero de 1915, esta decreta mediante la ley 17 de 1915, adicional a la ley 55 de 1914, reformatoria de la misma ley y de las leyes 27 de 1910 y 45 de 1912 y del artículo 5 de la ley 89 de 1904.

## Organización territorial
Esta provincia se divide en 7 distritos y 49 corregimientos
| Distritos | Distritos                        | Corregimientos | Cabecera                       | Santa María Ocú Las Minas Chitré Los Pozos Parita Pesé Los Santos Quebró |
|           | Chitré Población 49 209 hab.     | Chitré, La Arena, San Miguel de Monagrillo, Llano Bonito y San Juan Bautista.                                            | Chitré 9805 hab.               | Santa María Ocú Las Minas Chitré Los Pozos Parita Pesé Los Santos Quebró |
|           | Las Minas Población 8330 hab.    | Las Minas, Chepo, Chumical, El Toro, Leones, Quebrada del Rosario y Quebrada El Ciprián.                                 | Las Minas 2461 hab.            | Santa María Ocú Las Minas Chitré Los Pozos Parita Pesé Los Santos Quebró |
|           | Los Pozos Población 8201 hab.    | Los Pozos, El Capurí, El Calabacito, El Cedro, La Arena, La Pitaloza, Los Cerritos, Los Cerros de Paja y Las Llanas.     | Los Pozos 2544 hab.            | Santa María Ocú Las Minas Chitré Los Pozos Parita Pesé Los Santos Quebró |
|           | Ocú Población 16 688 hab.        | San Sebastián de Ocú, Cerro Largo, Los Llanos, Llano Grande, Peñas Chatas, El Tijera, Menchaca y Entradero del Castillo. | San Sebastián de Ocú 7422 hab. | Santa María Ocú Las Minas Chitré Los Pozos Parita Pesé Los Santos Quebró |
|           | Parita Población 9423 hab.       | Parita, Cabuya, Los Castillos, Llano de la Cruz, París, Portobelillo y Potuga.                                           | Parita 3982 hab.               | Santa María Ocú Las Minas Chitré Los Pozos Parita Pesé Los Santos Quebró |
|           | Pesé Población 13 280 hab.       | Pesé, Las Cabras, El Pájaro, El Barrero, El Pedregoso, El Ciruelo, Sabanagrande y Rincón Hondo.                          | Pesé 2750 hab.                 | Santa María Ocú Las Minas Chitré Los Pozos Parita Pesé Los Santos Quebró |
|           | Santa María Población 7,421 hab. | Santa María, Chupampa, El Rincón, El Limón y Los Canelos.                                                                | Santa María 1751 hab.          | Santa María Ocú Las Minas Chitré Los Pozos Parita Pesé Los Santos Quebró |

## Población
La provincia de Herrera, según datos del censo 2023, cuenta con una población de 122 071 habitantes, de los cuales 60 914 son hombres y 61 157 son mujeres. En Herrera, es mayoritaria la población fenotípicamente blanca, mestizada con la población amerindia que sobrevivió a la conquista española. Podemos encontrar mestizaje con elementos de piel oscura en pueblos del norte, como Parita y elementos mestizados con amerindios en las montañas del oeste. La población indígena como cultura desapareció de la península de Azuero en la época colonial. La provincia de Herrera cuenta con un índice de desarrollo humano para el año 2018 de 0,834.
En cuanto a la componsición genética de la población de la provincia, el principal estudio genético matrilineal realizado en Panamá, con una muestra de 116 herreranos demostró que el ADN mitocondrial de la población estaba compuesto mayoritariamente, con un 88.79% de haplogrupos mitocondriales caucásicas, principalmente los haplogrupos A2 con un 61.21%, B2 con un 24.14% y en menor porcentaje el C1 con 3.45%. La población amerindia representa el 0.86% del genoma mitocondrial de los herreranos, todos del haplogrupo U, definido por la escasa inmigración de mujeres indígenas a la región.

## Infraestructuras y equipamientos
En Herrera las ciudades y pueblos son pequeños con arquitectura española. La provincia está conectada con la Ciudad de Panamá por la carretera nacional, que se une a la carretera Panamericana en Divisa. No hay autovías ni autopistas; pero, en general las vías de comunicación están en buen estado.
En el transporte urbano los desplazamientos peatonales y en modos no motorizados coexisten en desventaja con el uso del vehículo privado y con un sistema de transportes públicos insuficientemente desarrollado.

## Transportes y comunicaciones

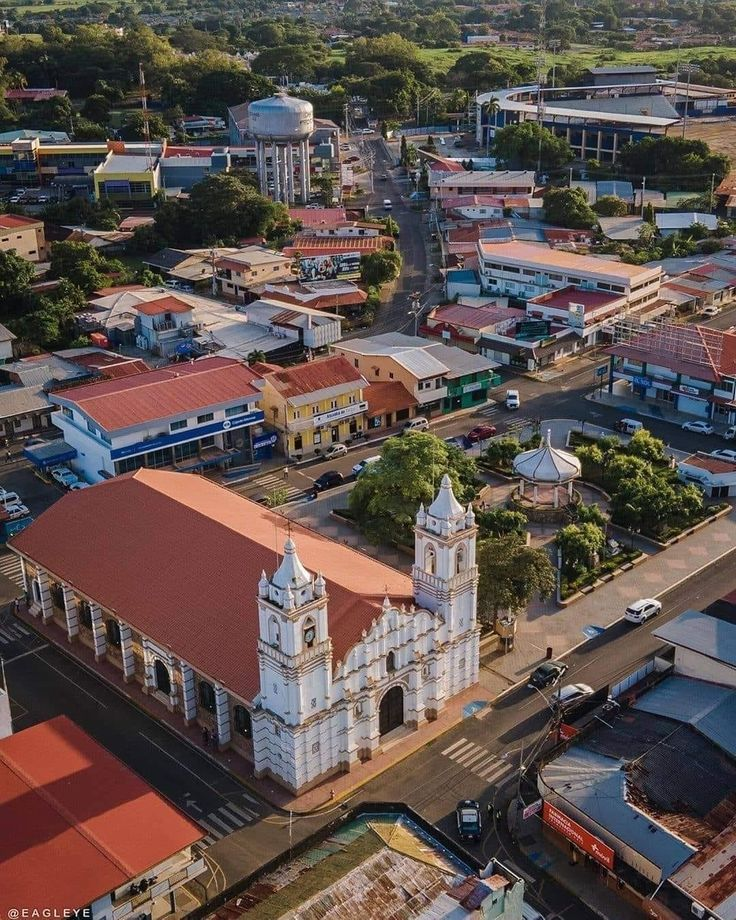
Ciudad de Chitre

La escasez de recursos combustibles de origen fósil, o su escaso poder calorífico, provoca una fuerte dependencia del petróleo importado, en el sector energético azuerense, si bien Azuero cuenta con un gran potencial para el desarrollo de las energías renovables, sobre todo de la energía solar y de la eólica, no se ha explotado el potencial hidroeléctrico, ni eólico de la región. Esto hace de la región de Azuero, dependiente energéticamente del resto del país.

## Educación
Como en el resto del estado, la enseñanza básica es obligatoria y gratuita para todas las personas. El analfabetismo afecta al 6,8% de la población. Los años de escolarización son de 7,2 años para los hombres y de 8,2 años para las mujeres, uno de los más bajos del país. El acceso a agua potable en las escuelas primarias es del 88,7%, frente al 80% en las escuelas premedias y medias. Tan solo el 85,3% de las escuelas primarias cuentan con electricidad. El acceso a un ordenador es del 42,5% para las escuelas premedias y medias de la provincia, muy inferior al 61,7% en provincias como Colón. En cuanto al acceso a Internet, en las escuelas primarias es del 15,5%, y en la premedia y media el 20,8% tienen acceso, frente al 57,2& de la capital del país. Todos estos problemas causan que solamente el 75% de los alumnos de premedia continúen sus estudios, el penúltimo lugar a nivel nacional.

## Universidades
- Universidad de Panamá con extensión en Chitré.
- Universidad Latina de Panamá
- Universidad del Istmo (U del Istmo)  Chitré.
- Universidad Metropolitana de Ciencias y Tecnología (UMECIT) Chitré.
- Universidad Columbus University Azuero.

## Sanidad
La sanidad pública herrerana depende del Ministerio de Salud, un sistema centralizado con sede en Panamá. A nivel primario cuenta con centros de atención primaria repartidos por toda la región. Los hospitales de nivel secundario se encuentran en Chitré. Los hospitales públicos más importantes son: Hospital Cecilio Castillero, Hospital el Vigía y algunas policlínicas privadas. En total la provincia cuenta con 5 hospitales y 22 centros de salud y policlínicas. En la provincia la relación médico/habitante es de 590, muy por detrás de la Ciudad de Panamá que cuenta con 181 habitantes por médico.
La región no cuenta con hospitales de nivel terciario.

## Ciencia y tecnología
La inversión en I+D+I, es inferior a la media panameña, de por sí muy escasa, lo que obliga a la población herrerana a continuar estudios de especialización en el extranjero o en la Ciudad de Panamá.

## Arte, cultura y tradiciones
Los particulares condicionantes históricos y geográficos del espacio azuerense, así como los complejos flujos de población, han propiciado la conformación de la cultura azuerense. Por Azuero han pasado diferentes pueblos y civilizaciones que con el tiempo han ido conformando una identidad cultural particular. Estos pueblos, algunos muy diferentes entre sí, han ido dejando una impronta lentamente asentada entre los habitantes. La colonización española durante algo más de quinientos años, aún está viviente el Tijeras, mezclado con algunas tradiciones de los indios de Cubita.
Herrera, junto a la provincia de Los Santos (Azuero) tiene el mérito de haber exportado al resto del país su cultura para brindarle al país una unidad cultural y un sentimiento de pertenencia en las primeras décadas de su existencia. Rica en folclore, con un marcado estilo colonial en el trazado de sus ciudades y en la filosofía de sus habitantes.

### Artesanías
La provincia es reconocida por ser parte fundamental de la conformación del folclore panameño, junto a la provincia de Los Santos. En este sentido es muy famoso el Festival del Manito Ocueño, fiesta netamente tradicional que se realiza en Ocú. Su alfarería es muy extensa, centrándose en reproducciones precolombinas de alta calidad, lo que la hacen de las más cotizadas de la república.
Una de las artesanías es: la construcción o confección de máscaras de diablo.

### Arquitectura
El elemento arquitectónico más notorio de Azuero, es la casa de quincha, con importantes rasgos andaluces. Son andaluzas las tejas, gran parte de la estructura del techo e incluso la costumbre de pintar en dos tonos las paredes frontales de la casa. Uno de color más intenso, en la parte inferior, y otro menos notorio en el extremo superior de la pared. Esta manera tan tradicional de pintar la casa de quincha procede de una vieja superstición mozárabe que pretendía alejar los malos espíritus coloreando el zócalo de las viviendas.

### Música
Los hermanos Samy y Sandra Sandoval reconocidos a nivel nacional e internacional 
Los Rabanes grupo de rock conocido a nivel internacional por sus atrevidas interpretaciones junto con la banda Os Almirantes..

## Monumentos
- Iglesia San Juan Bautista de Chitré.
- Iglesia parroquial de Parita
- Museo de Herrera.

## Español azuerense
En Herrera, al igual que en otras provincias de la península de Azuero se habla mayoritariamente la modalidad lingüística azuerense, una forma de hablar el español de esta región. En el habla del pueblo peninsular azuerense es frecuente escuchar vocablos de indudable prosapia mozárabe, que llegaron a la región con los inmigrantes andaluces.
El español de la península de Azuero, se caracteriza por pertenecer al voseo dialectal americano, siendo común el voseo pronominal y verbal, en constante luchacha con el tuteo, a causa del desprestigio a que ha sido objeto.
El voseo azuerense es distinto al voseo centroamericano, y muy similar al empleado en algunas localidades del norte de Sudamérical voseo de Maracaibo, Santa Marta, etc.).[cita requerida]La modalidad más frecuente es la que combina el voseo pronominal y el verbal diptongado (vos cantáis), aunque no son raras las vacilaciones. Ejemplo de presente indicativo: cantái(s), coméi(s), vivís; en imperativo, cantá, comé, viví.
Este voseo es considerado poco prestigioso por la norma culta panameña, y es desprestigiada durante la educación primaria, debido al desinterés que muestran muchas gramáticas españolas y manuales de enseñanza, en su difusión y correcto aprendizaje. Sin embargo, se adopta como símbolo de identidad del pueblo azuerense.
Del lenguaje de los andaluces, llegaron muchas palabras de origen mozárabe, típicas en esta región. El azuerense utiliza el "almud" y la fanega, como medidas de su cosecha. Todavía la mujer de Azuero siembra en sus jardines el alhelí, una flor de olor muy delicado. Vocación por los jardines que nos llegó a través de los habitantes de Andalucía.

## Gastronomía
- Torrejitas de maíz: Es un postre frito hecho en su mayor parte de maíz.
- El sancocho de gallina es un cocido típico, cocinado en fogón de leña, que se compone de gallina de patio, ñame, orégano, mazorca y culantro siendo esta hierba la que le da su sabor característico
- Tamales: son muy tradicionales en esta provincia, sin embargo lo son aún más en la mesa navideña. Se componen de maíz y de relleno pueden tener pollo, res o carne de cerdo
- Suspiros: Es un postre que tiene forma de espiral y que está hecho de harina, almidón de yuca y azúcar
- Alfajores: este postre consta de dos galletas hechas de harina y diferentes tipos de azúcar que en el centro tiene manjar y caramelo.

## Fiestas
Arte y costumbre popular tienen un escenario de encuentro en las famosas ferias y festivales azuerenses. Entre los más famosos están: El Festival Nacional del Manito en Ocú, el Festival Nacional de la Flor del Espíritu Santo en Las Minas, La Semana del Campesino, El Festival de La Caña de Azúcar de Pesé, el Festival Montañero del Tambor y la Carreta de Los Pozos, el 19 de Octubre (fundación de Chitré), y la Feria Internacional de Azuero, que aunque físicamente no está localizada en Herrera, es de uso compartido con la provincia de Los Santos.
Los festejos de índole religioso tienen una honda tradición azuerense y un gran fervor popular. Destacan la celebración de la Semana Santa, la Feria de San Sebastián en Ocú, las Patronales de Santa Bárbara en Las Minas, además de la Celebración de San Miguel Arcángel, y las patronales de San Pedro, San Pablo y San Juan Bautista de Chitré, entre otros.

### Carnaval
Otro festejo de gran tradición y proyección es el carnaval de Chitré, conocido coloquialmente como el carnaval de la berraquera. El carnaval azuerense se caracteriza por la rivalidad entre las calles arriba y abajo, que se enfrentan cada año con tonadas y carros alegóricos, aunque esta tradición nació en Las Tablas ahora se celebra el carnaval de esta forma en casi todo el país. También tienen importancia el carnaval de Parita y el de Ocú, que es el único carnaval en Panamá con 3 calles: arriba, abajo y la del medio. El carnaval de Chitré es uno de los más populares en Panamá.

### Deportes
Herrera es la provincia de Panamá que cuenta con mayor número de campeonatos de béisbol mayor ganados. En la historia de este deporte en Panamá, Herrera ha ganado 16 títulos, siendo la primera en ganar un título entre las provincias del interior del país, en 1945. Posee dos triples campeonatos y su último título fue en el 2007. Su principal estadio de béisbol, el Rico Cedeño en la ciudad de Chitré, es uno de lo más importantes del país y actualmente en remodelación. También existen estadios de béisbol para juegos oficiales en Pesé y Ocú.
También se practica el sóftbol (conocido como juego de Pelota), con la mayor cantidad de títulos obtenidos. Su director por más de 20 años, el herrerano Rutilio Cedeño ha dirigido muchas veces a la selección nacional de Sóftbol de Panamá en sus encuentros internacionales logrando victorias a nivel olímpico.
La natación con participación de clubes como "Los Peces Dorados", ha logrado importantes triunfos nacionales.
Al igual que la provincia de Los Santos, ambas provincias con fuerte cultura ganadera, uno de los deportes más practicados por años en la provincia es el deporte de lazo. La provincia consta con nueve equipos federados de lazo: "Los Taurios" de Peñaschatas, "Los Montanos" de Ocú, "Legendarios" de Monagrillo, "Rodeo Club" Chitré, "Atletas" del Ojal, "Criollos" de Herrera, "12 de Diciembre" de Llano Grande, "Los Nuevos Gauchos" de Pese, "Novatos de Cruz del Rayo" de Limón y "Los Nuevos Gauchos de Pesé" que se destaca como el mejor club de lazo en la provincia de Herrera.
En el año 2016 nació el equipo de fútbol, llamado Azuero FC, próximamente pasará a llamarse Herrera FC. Representa a la provincia de Herrera y juega en el  Estadio Los Milagros.

## Personas destacadas
- José Daniel Crespo
- Martín Torrijos Espino, expresidente del país.
- Juan Carlos Varela, expresidente del país.
- Emilio Regueira, del grupo musical los Rabanes.
- Melitón Martín Villalta cura.
- Los hermanos Samy y Sandra Sandoval.
- José Domingo Ulloa Mendieta, Arzobispo de Panamá
- Hugo Spadafora Franco
- Padre Segundo Familiar Cano
- Sheldry Saéz , Miss Panamá Top 10 en el Miss Universo 2011